# Oldfashioned Ideas
Oldfashioned Ideas är ett svenskt punkband bildat 2009 i Malmö. Numera baserat i norra Skåne och Växjö. Bandet ligger på tyska bolaget Contra Records.
Niclas spelar även i Gatans Lag och Gustaf spelar i Vindicate This!

## Medlemmar
- Niclas Hobro - Gitarr & Sång
- Per Sahlin - Bas & Sång
- Gustaf Forsberg - Trummor

## Diskografi
- We're in this shit together LP/CD (2010)
- Promises mean nothing LP (2012)
- Don't believe a word they say LP (2014)
- Another side to every story LP (2016)
- Still worth fighting for LP & CD (2018)